# Vecdaugava
Vecdaugava este o arie protejată (arie specială de conservare — SAC, sit de importanță comunitară — SCI, arie de protecție specială avifaunistică — SPA) din Letonia întinsă pe o suprafață de 237,15 ha, integral pe uscat.

## Localizare
Centrul sitului Vecdaugava este situat la coordonatele 57°03′27″N 24°05′32″E / 57.0574°N 24.0923°E.

## Înființare
Situl Vecdaugava a fost declarat arie de protecție specială avifaunistică în decembrie 2002 pentru a proteja 3 specii de plante și 39 de specii de animale. Alte tipuri de protecție:
- sit de importanță comunitară (în mai 2004)
- arie specială de conservare (în mai 2004)[1][3][4]

## Biodiversitate
Situată în ecoregiunea boreală, aria protejată conține 7 habitate naturale: Pășuni de coastă din Baltica boreală, Vegetație psamofilă uscată cu pășuni deschise de Corynephorus și Agrostis, Pajiști calcaroase din nisipuri xerice, Formațiuni ierboase bogate în specii de Nardus, dezvoltate pe substraturi silicioase în zone montane (și în zone submontane, în Europa continentală), Pajiști cu Molinia pe soluri calcaroase, turboase sau argilos-nămoloase (Molinion caeruleae), Liziere de ierburi înalte hidrofile de câmpie și de nivel montan până la alpin, Pajiști aluvionare boreale nordice.
La baza desemnării sitului se află mai multe specii protejate:
- plante (3): Angelica palustris, Dianthus arenarius subsp. arenarius, dedițelul (Pulsatilla patens)
- păsări (34): rață fluierătoare (Anas penelope), rață cârâitoare (Anas querquedula), acvilă de munte (Aquila chrysaetos), ciuf de câmp (Asio flammeus), rață-cu-cap-castaniu (Aythya ferina), rața moțată (Aythya fuligula), buhai de baltă (Botaurus stellaris), Bucephala clangula, barză albă (Ciconia ciconia), erete de stuf (Circus aeruginosus), cristeiul de câmp (Crex crex), Cygnus columbianus bewickii, lebădă de iarnă (Cygnus cygnus), lebădă de vară (Cygnus olor), egretă albă (Egretta alba), șoim de iarnă (Falco columbarius), lișiță (Fulica atra), Gallinago media, codalb (Haliaeetus albicilla), sfrâncioc roșiatic (Lanius collurio), pescăruș râzător (Larus ridibundus), ciocârlie de pădure (Lullula arborea), gușă albastră (Luscinia svecica), ferestraș mic (Mergus albellus), ferestrașul mare (Mergus merganser), viespar (Pernis apivorus), cormoran mare (Phalacrocorax carbo), bătăuș (Philomachus pugnax), ploier auriu (Pluvialis apricaria), cresteț pestriț (Porzana porzana), chiră mică (Sterna albifrons), chiră de baltă (Sterna hirundo), Sterna paradisaea, fluierar de mlaștină (Tringa glareola)
- pești (5): avat (Aspius aspius), zvârluga (Cobitis taenia), țipar (Misgurnus fossilis), săbiță (Pelecus cultratus), boarță (Rhodeus sericeus amarus)

Pe lângă speciile protejate, pe teritoriul sitului au mai fost identificate 17 specii de plante, 17 specii de păsări, 2 specii de mamifere, 1 specie de nevertebrate.